# Scala (linguaggio di programmazione)
Scala (da Scalable Language) è un linguaggio di programmazione di tipo general-purpose multi-paradigma studiato per integrare le caratteristiche e funzionalità dei linguaggi orientati agli oggetti e dei linguaggi funzionali. La compilazione di codice sorgente Scala produce Java bytecode per l'esecuzione su una JVM.

## Piattaforme supportate
Scala è stato studiato per interoperare con la piattaforma Java 2 Runtime Environment (JRE) rendendo l'integrazione con le applicazioni e i componenti Java molto agevole. Scala utilizza lo stesso modello di compilazione (compilazione separata, caricamento delle classi dinamiche) utilizzato da Java permettendo così l'accesso a molte librerie sviluppate in questo ambiente. In passato era disponibile anche per la piattaforma .NET Framework (CLR).

## Storia
Scala è stato progettato e sviluppato a partire dal 2001 da Martin Odersky e dal suo gruppo alla Scuola politecnica federale di Losanna (EPFL). È stato distribuito pubblicamente a gennaio 2004 sulla piattaforma Java e a giugno dello stesso anno sulla piattaforma .NET (ora non più supportata). La seconda versione del linguaggio è stata distribuita a marzo del 2006.

## Funzionalità object-oriented
Scala è un linguaggio completamente orientato agli oggetti. Ogni elemento del linguaggio è un oggetto, inclusi numeri e funzioni che, così, possono venire memorizzate in variabili, essere passate come parametri, rappresentare il risultato di una chiamata di metodo, oppure essere estese tramite ereditarietà. I tipi e l'eredità degli oggetti sono descritti da classi e trait.

## Programmazione funzionale
Scala è anche un linguaggio funzionale in quanto ogni funzione è un valore. Scala fornisce un linguaggio molto diretto per definire funzioni anonime (dichiarate e usate senza essere legate ad un nome), supporta funzioni di ordine superiore, permette alle funzioni di essere annidate e supporta funzioni parziali.
Scala ha un supporto nativo per il pattern matching che permette di potenziare l'elaborazione di dati XML con il supporto di espressioni regolari. Questa caratteristica unita con la possibilità di definire liste esaurienti (list comprehension) rende questo linguaggio ideale per sviluppare applicazioni come i web service.

## Esempi

### Hello World!
```
object
 
HelloWorld
 
extends
 
App
 
{

  
println
(
"Hello, world!"
)

}

```